# Une vraie petite famille
Une vraie petite famille (Just Like Family) est une série télévisée américaine produite par la société Walt Disney et diffusée à  partir du 17 mai 1989 sur The Disney Channel. La série est adaptée du téléfilm SVP Enfants ! de David Greenwalt, diffusé en 1986 sur ABC.
En France, les 5 épisodes de la série ont été diffusés du 27 janvier au 3 mars 1991 dans le Disney Club sur TF1.

## Synopsis
Après avoir perdu leurs emplois à New York, Tom et Lisa Burke viennent s'installer à Red Rock dans le Nevada, Tom venant d'être embauché comme cadre d'une entreprise de vêtements pour enfants. Coop et Emily Steward, deux enfants du quartier, tentent de les amadouer en faisant la quête pour une œuvre de charité douteuse. Après avoir refusé de donner de l'argent et pour calmer les pleurs de la petite Emily, le couple accepte que les garnements se désaltèrent dans leur cuisine. Jack Crawford, le nouvel employeur de Tom, considère qu'être père de famille, est la condition sine qua non pour travailler dans son entreprise. Mais les Burke n'ont pas d'enfants. Le couple décide alors de louer les services de deux vauriens qu'ils ont accueillis dans leur cuisine.

## Fiche technique
Sauf indication contraire, les informations mentionnées dans cette section peuvent être confirmées par la base de données cinématographiques IMDb,  présente dans la section « Liens externes ».
- Pays d'origine :  États-Unis
- Saisons diffusées : 1
- Créateur : Michael Gordon
- Producteur exécutif : Bob Illes
- Producteur co-exécutif : Stan Rogow
- Adaptation : Steve Pritzker et Michael Kagan
- Producteur associé : Michael Petok
- Scénariste : Michael Kagan
- Auteurs : Stephen Black et Henry Stern
- Réalisateur : Phil Ramuno
- Accessoiriste : David L. McGuire
- Cadreur : Tom Faigh
- Assistant de production : Diana Guthrie
- Chauffeur de salle : Stuart Shostak
- Société de production : The Walt Disney Company
- Diffuseur : Disney Channel
- Année de création : 1989
- Durée moyenne d'un épisode : 23 minutes
- Format d'image : Format 35 mm
- Son : Monophonique
- Version française :
  - Société de doublage : Dubbing Brothers
  - Direction artistique : Patrick Siniavine

Version française (VF)  selon le carton de doublage.

## Distribution
- Cindy Williams (VF : Marie Vincent) : Lisa Burk
- Bill Hudson (VF : Pierre Dourlens) : Tom Burck
- Gabriel Damon (VF : Hervé Rey) : Coop Stewart
- Grace Johnston (VF : Barbara Tissier) : Emily Steward
- Pat McCormick (VF : Daniel Sarky) : patron des vêtements Giddyup
- Dan Hedaya : Oncle Lucky

## Épisodes
- Sale journée à Red Rock
- La citoyenne Liza
- Un clown en colère
- La ligue des dames de Red Rock
- OVNI soit qui mal y pense